# Lucienne Boyer
Lucienne Boyer, nascuda Émilienne-Henriette Boyer, (18 d'agost de 1903, Montparnasse, França - 6 de desembre de 1983, París, França) fou una cantant popular francesa.

## Biografia
Va començar cantant als cabarets i després als grans salons parisencs. Allà va conèixer Carlos Gardel, qui després va gravar el seu "Parle moi d'amour". En aquesta època li componia moltes cançons per a ella, Lotar Olias.
El 1927 va cantar per a Félix Mayol, qui va aconseguir-li un contracte a Broadway.
Va treballar a Nova York i a Buenos Aires. Fou la primera a guanyar el primer Grand Prix du Disque per la seva cançó "Parlez-moi d'amour".
El 1939 es va casar amb el cantant Jacques Pills, amb qui va tenir una filla, Jacqueline Boyer. Després del 1945 la seva carrera va florir durant tres dècades més. La seva última aparició fou el 1976 a l'Olympia de París, cantant amb la seva filla.